# Colonia svedese di Saint Barthélemy
La Colonia svedese di Saint Barthélemy è stata una colonia dell'Impero svedese nei Caraibi fondata nel 1784 sull'omonima isola. L'isola venne ceduta al Re di Svezia Gustavo III dalla Francia in cambio di diritti commerciali nel porto di Göteborg. L'isola fu di proprietà della Svezia dal 1784 al 1878, per 94 anni, per poi ritornare al dominio francese. 

## Storia

### Fondazione
Il 4 dicembre 1784, la fregata Sprengtporten del capitano Johan Puke salpò da Göteborg. La nave fece scalo a English Portsmouth in dicembre e proseguì verso St. Barthélemy nel gennaio 1785. Il viaggio proseguì poi via Martinica, Guadalupa e Sint Eustatius e la nave arrivarono a St. Barthélemy il 6 marzo 1785.

### Fine
I maggiori costi per l'amministrazione della colonia spinsero il governo svedese ad avviare negoziati con la Francia per il riacquisto dell'isola. Il 10 agosto 1877 fu firmato a Parigi l'accordo di trasferimento, che fu poi ratificato a Stoccolma il 9 novembre 1877 e a Parigi il 4 marzo 1878, il prezzo di acquisto era di 80.000 franchi per le 320.000 franchi per le spese generali per i funzionari svedesi (ritorno, pensione, ecc.). 
Sulla base del contratto di acquisto, nell'agosto 1877 si tenne anche un referendum locale in cui la maggioranza (351 a favore, 1 contro) votò per la riunificazione. 
Il 16 marzo 1878 Saint Barthélemy fu ufficialmente riconsegnata alla Francia. 

## Geografia
La colonia si trovava nella parte settentrionale delle Isole Sottovento delle Piccole Antille, coprendo l'isola principale di Saint-Barthelemy e gli isolotti disabitati circostanti Ile Fourchue, Roche Le Boeuf, Île Pelé, Ile de Boulanger, Ile Petit Jean, Ile Chevreau La Fregatte, Toc Vers, Les Grenadines e La Tortue a nord dell'isola e La Pain de Sucre, La Balaine, Les Islettas, Les Petit Saintes, Ile de Coco e Fourmis a sud dell'isola.

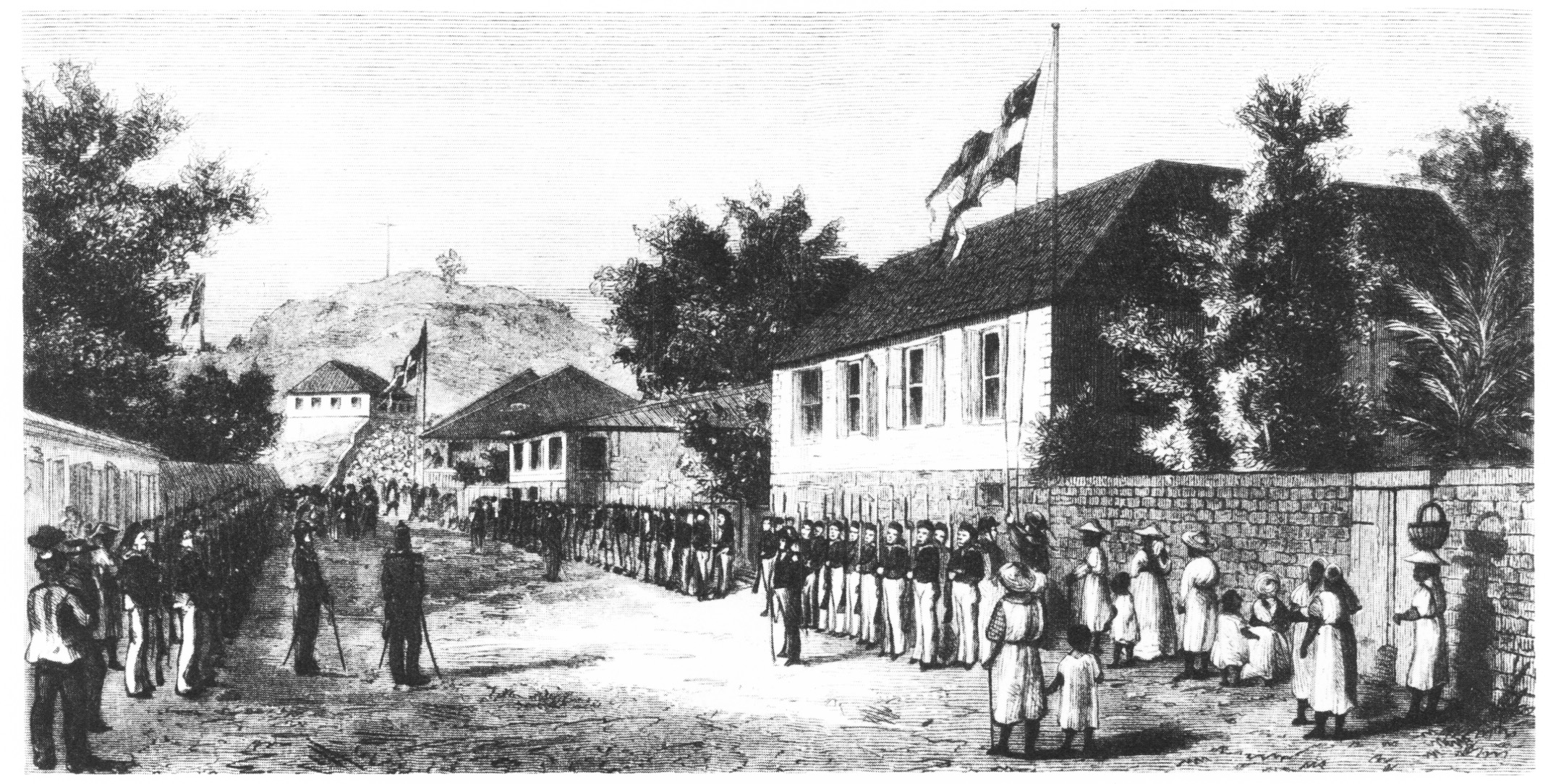
Saint-Barthélemy nel 1878